# ES Aquilae
ES Aquilae är en eruptiv variabel av RCB-typ (RCB) i stjärnbilden Örnen. 
Stjärnan har magnitud +15,5 och når i förmörkelsefasen ner till +17,9. 